# مدی اورایلی
امیلی نیکلسون ملقب به مدی اورایلی (به انگلیسی: Maddy O'Reilly‎) ( زاده ۳ مهٔ ۱۹۹۰) بازیگر پورنوگرافی اهل ایالات متحده آمریکا است.

## اوایل زندگی
به گفته اورایلی، او دارای پس‌زمینه قوی آلمانی و مقداری هم ایرلندی است. او بیان کرده است که در نوجوانی به سکس اعتیاد داشته و به همین خاطر پا به عرصه پورنوگرافی نهاده